# Йохан Фридрих фон Алвенслебен (президент)
Йохан Фридрих фон Алвенслебен (на немски: Johann Friedrich von Alvensleben/Johann Friedrich VIII. von Alvensleben; * 2 октомври 1712 в Цихтау (част от Гарделеген); † 11 септември 1783 в Цихтау) е благородник от род Алвенслебен „от Черната линия“, наследствен господар в Цихтау и Калбе, президент на управлението в херцогство Магдебург (1763 – 1782).
Той е най-големият син (от шест деца) на Фридрих Вилхелм фон Алвенслебен († 18 март 1752) и съпругата му Хенриета София фон Вердер (* 21 октомври 1686, Вердерсхаузен; † 16 ноември 1750, Цихтау), дъщеря на Леберехт Емануел фон дем Вердер (1658 – 1696). Брат е на Ахац Хайнрих фон Алвенслебен (1716 – 1777), кралски пруски генерал-майор.
Йохан Фридрих фон Алвенслебен започвва да следва право на 30 септември 1732 г. в университета в Хале. През октомври 1733 г. той се мести в университета в Йена, през септември 1736 г. в Гьотинген и през ноември 1741 г. в университета в Хелмщет.
През 1742 г. той започва кралска служба и е от 16 април 1743 г. съветник в управлението на Магдебург. На 15 юли 1763 г. той е номиниран за президент на управлението в херцогство Магдебург.
На 26 май 1780 г. той получава от краля задачата да направи план за създаване на организация за кредите на благородниците в Магдебург, Мансфелд и Халберщат.
Йохан Фридрих фон Алвенслебен моли да напусне по старост и здравословни причини на 9 декември 1782 г. и кралят разрешава при пълното му заплащане.
Йохан Фридрих фон Алвенслебен умира неженен на 11 септември 1783 г. в Цихтау.